# Lluís Via i Boada
Lluís Via i Boada   (Vilafranca del Penedès, 23 d'octubre de 1910 - Barcelona, 14 de novembre de 1991) va ser un paleontòleg, geòleg i eclesiàstic català.

Entre els anys 1923 i 1935 cursà la carrera eclesiàstica al Seminari de Barcelona, i entre el 1945 i el 1951 la de ciències naturals a la UB. Fou ordenat sacerdot el 1935. L'any 1959, es doctorà a la Universitat de Barcelona. Fou continuador de l'escola geològica del Seminari Conciliar de Barcelona i de la direcció del Museu Geològic del Seminari de Barcelona, fundat pel canonge Jaume Almera, que fou el director entre els anys 1845 i 1919. Fou continuador de la tasca de Norbert Font i Sagué, Marià Faura i Sans i Josep Ramon Bataller i Calatayud, amb qui s'inicià en la paleontologia, i posteriorment s'especialitzà en carcinologia fòssil. Fou nomenat sots president del Grup Europeu de Recerca de l'Evolució dels Malacostracis. Treballà en altres temes de paleontologia, com són les faunes triàsiques de Mont-ral a l'Alt Camp, sobre paleoecologia i estratigrafia. Al Museu Geològic del Seminari de Barcelona exercí, d'una manera continuada, el seu mestratge i la seva activitat investigadora. Fou professor de recerca del Consell Superior d'Investigacions Científiques (CSIC). Mantingué un interès constant sobre qüestions tan pròximes com ara l'evolució orgànica i l'origen de l'home. Entre 1961 i 1963 fou Rector del Seminari Conciliar de Barcelona. El 1962 Lluís Via va substituir a Josep Ramon Bataller i Calatayud en la direcció de l'MGSB, ocupant aquest càrrec fins a la seva mort, el 1991. El doctor Via va ser professor auxiliar del Dr. Bataller. La seva tesi doctoral versà sobre els crancs de l'Eocè espanyol, un tema en el qual va ser un especialista de fama mundial. Durant la seva direcció el Museu es va enriquir en tots els aspectes, tant material, amb noves dependències, com científic, amb més vitrines i una biblioteca especialitzada, i es va procurar obrir-lo al públic especialista i aficionat. Després de ser elegit el 1984, el 1987 ingressà com a membre de la Reial Acadèmia de Ciències i Arts de Barcelona.
Va descobrir més de 200 fòssils entre els quals hi ha les Paradoxies.